# Brooklyn (Michigan)
Brooklyn – wieś w Stanach Zjednoczonych, w stanie Michigan, w hrabstwie Jackson.